# Carmen Hernández
 (mars 2019).
Si vous disposez d'ouvrages ou d'articles de référence ou si vous connaissez des sites web de qualité traitant du thème abordé ici, merci de compléter l'article en donnant les références utiles à sa vérifiabilité et en les liant à la section « Notes et références ».
María del Carmen Hernández Barrera (née le 24 novembre 1930 - morte le 19 juillet 2016), est une catéchiste espagnole, cofondatrice, avec Kiko Argüello, du Chemin néocatéchuménal, itinéraire de formation catholique et d'évangélisation.

## Biographie
Originaire d'une famille aisée, elle fait ses études dans le domaine scientifique, obtenant une licence en chimie. Désireuse de devenir missionnaire, elle se retira dans l'Institut des Missionnaires du Christ Jésus, et prépara sa formation spirituelle pour une future mission en Bolivie. Diplômée en théologie, elle resta cependant à l'état de laïque. Elle abandonna progressivement son projet de mission en Bolivie dans les années 60, et sous l'influence du Concile Vatican II, elle s'orienta vers un apostolat nouveau auprès des pauvres et des marginaux. 
Elle entame alors une série de voyages entre Rome et la Terre sainte pour parfaire sa formation spirituelle. Kiko Argüello et Carmen Hernández se rencontrent grâce à la sœur de celle-ci, qui travaillait dans une association de réhabilitation de prostituées. De l'expérience commune à l'assistance aux marginalisés dans les périphéries de Madrid prit corps un itinéraire d'initiation chrétienne à qui fut donné, dans les années 70, le nom de Chemin néocatéchuménal. Grâce à l'archevêque Mgr Casimiro Morcillo, qui vit la communauté chrétienne qui se formait au milieu des pauvres, à partir de l'annonce kerygmtique de la Parole de Dieu, inspiré à Carmen ensemble à Kiko Argüello, cet itinéraire fut semé en Espagne puis à Rome, avant de s'étendre à une centaine de pays. Il y a aujourd'hui 17 000 communautés réparties dans 900 diocèses.
Carmen Hernández devint une personnalité du monde catholique, intervenant ou participant à des Congrès eucharistiques, aux Journées mondiales de la jeunesse ou autres évènements. Elle contribua surtout à la nouvelle évangélisation à travers l'itinéraire de foi du chemin Néocatéchuménal, en rencontrant les personnes qui suivent cet itinéraire de foi, par de nombreux voyages, rencontres vocationnelle et étapes de l'itinéraire néocatecumenal à travers le monde;cet itinéraire reçut le soutien des papes Paul VI, Jean-Paul II, Benoît XVI( qui approuvera les statuts définitifs le 11 mai 2008)et François, qui lui rendra un vibrant hommage lors de son décès, survenu le 19 juillet 2016 à Madrid. Elle avait 85 ans.

## Distinctions
- doctor honoris causa de l'Université catholique d'Amérique le 16 mai 2015